# Radula magnilobula
Radula magnilobula là một loài rêu trong họ Radulaceae. Loài này được Horik. mô tả khoa học đầu tiên năm 1932.